# 3686 Antoku
3686 Antoku este un asteroid din centura principală, descoperit pe 3 martie 1987 de Tsuneo Niijima și Takeshi Urata.